# حمام پرنده

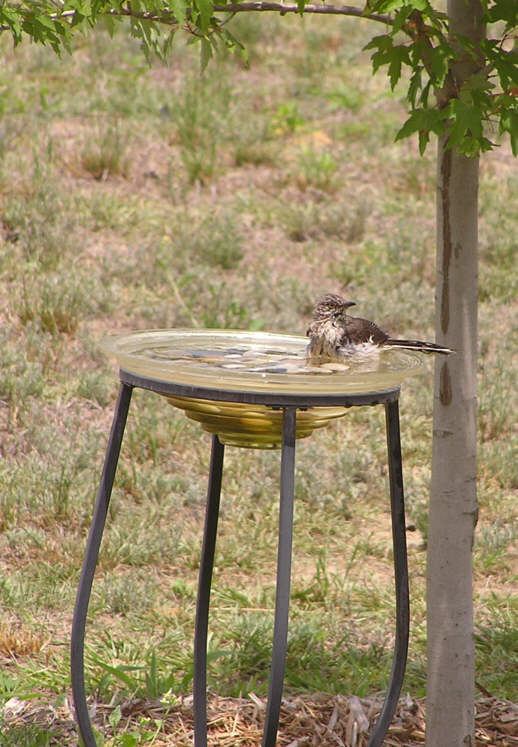
یک مرغ مقلد در حال حمام کردن در یک کاسه شیشه‌ای از حمام پرنده

حمام پرنده (یا حمام پرندگان) یک گودال دست‌ساخت یا حوض کم‌عمق کوچک است که با یک حوض پر از آب ایجاد شده است و پرندگان می‌توانند در آن بنوشند، حمام کنند یا خود را خنک کنند. حمام پرندگان می‌تواند زینت باغ، استخر بازتابی کوچک ومجسمه در فضای باز باشد و همچنین می‌تواند بخشی از ایجاد یک باغ حیات وحش باشد.
حمام پرندگان جاذبه‌ای برای بسیاری از گونه‌های مختلف پرندگان برای سر زدن به باغ‌ها به‌ویژه در فصل تابستان و خشکسالی است. حمام پرندگان که منبع قابل اعتمادی از آب را در طول سال فراهم می‌کند، به محبوبیت و پشتیبانی از «زیستگاه کوچک» می‌افزاید.
حمام‌های اولیه پرندگان فرورفتگی‌های ساده‌ای در زمین بودند. نخستین حمام پرندگان توسط شرکت طراحی باغ بریتانیا، آبراهم پولمن و پسران در دهه ۱۸۳۰ ساخته شد.

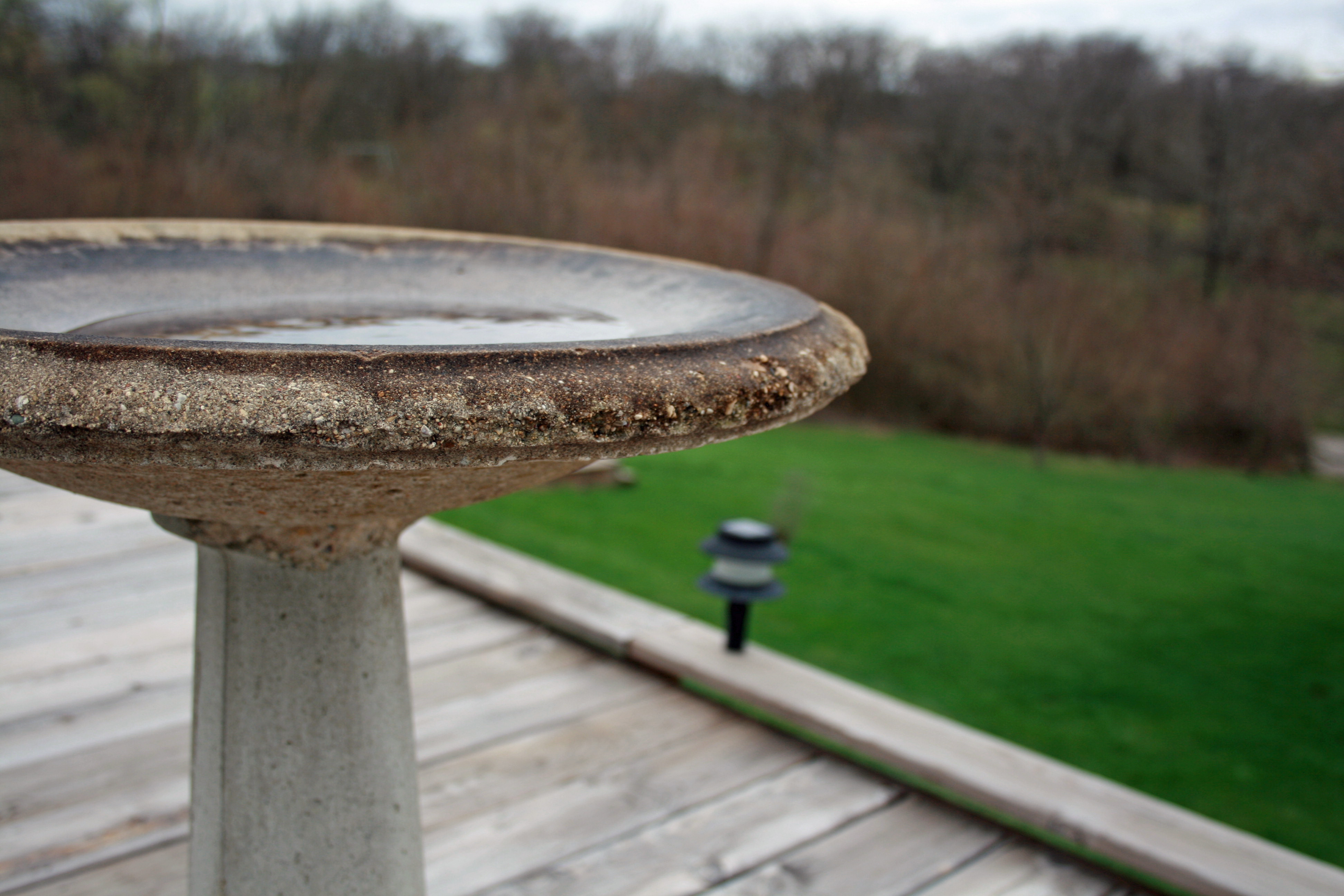
حمام پرنده بتونی کم‌عمق

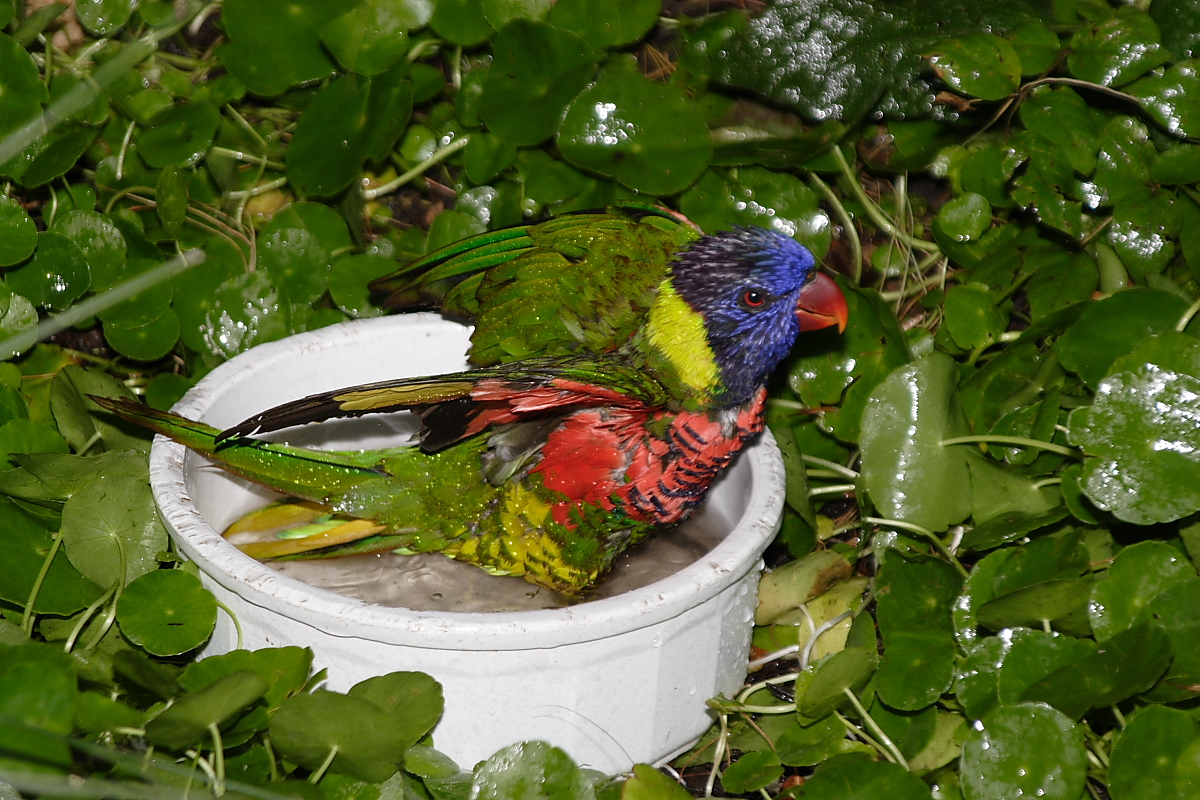
حمام پرندگان به اندازه جثه شهدطوطی برای تماشای نزدیک در داخل باغ وحش کودکان نمایش داده شده است